# Paul Hungar
Paul Hungar (* 5. November 1887 in Leipzig; † 29. Januar 1945 ebenda) war ein deutscher Komponist und Violinist.

## Leben und Ausbildung
Hungar wuchs im Kaufmannsmilieu in gutbürgerlichen Verhältnissen auf. Sein Vater war der Inhaber einer damals bekannten Geschäftsbücherfabrik, seine Mutter die Tochter des Direktors einer Zuckerfabrik. Eine im Haus lebende unverheiratete Schwester seiner Mutter entdeckte seine musikalischen Fähigkeiten und sorgte dafür, dass er Violinunterricht bekam. Er besuchte eine Realschule und begann mit 17 Jahren, der Familientradition entsprechend, eine kaufmännische Lehre in einer Maschinenfabrik in Leipzig-Lindenau. 1903 war sein Vater schon gestorben und die Erziehung hatten sein sieben Jahre älterer Bruder, ebenfalls Kaufmann in der Geschäftsbücherfabrik, und seine 14 Jahre ältere Schwester sowie deren Mann übernommen. Nach Abschluss der Lehre trat er eine kaufmännische Stelle in Berlin bei Siemens und Schuckert an, nahm aber daneben weiterhin Violinunterricht. 1912 gab seine Familie ihre Einwilligung zu einem Musikstudium und bot ihm zwar einen finanziellen, aber keinen geistigen Rückhalt.
Vom Herbst 1912 an besuchte Hungar das Leipziger Konservatorium. Seine Lehrer waren Gustav Havemann im Fach Violine und Max Reger im Fach Komposition. Seine Studienzeit endete vorläufig mit Ausbruch des Ersten Weltkrieges. Obwohl er früher wegen eines leichten Lungenschadens für militäruntauglich erklärt worden war, wurde er zum Kriegsdienst eingezogen. 1915 meldete er sich freiwillig an die Front. Er verbrachte die erste Zeit als Artilleriebeobachter an der Westfront. Hier erreichte ihn die Nachricht vom Tod seines Lehrers Max Reger. Später kam er an die Ostfront in die Ukraine und war dadurch bald von dem eigentlichen Kriegsgeschehen verschont, denn 1917 schloss Russland Frieden und deutsche Truppen waren nur noch als Besatzung an der Ostfront.
Erst 1919 konnte Hungar das Studium in Leipzig aufnehmen, jetzt im Fach Violine bei Walther Davisson und im Fach Komposition bei Stephan Krehl und Paul Graener. Aus dieser Zeit stammt seine erste vollgültige Komposition, eine Ballade für Streichtrio, seinem Lehrer Davisson gewidmet.

## Musikalische Laufbahn
Nach Beendigung des Studiums war Hungar für kurze Zeit als 2. Konzertmeister im Leipziger Symphonieorchester tätig. Doch das Orchesterspiel war nicht sein künstlerisches Ideal. Ihn zog es zum solistischen Musizieren und zur Kammermusik. So gründete er das Hungar-Quartett, das in den Jahren 1922 bis 1929 einen festen Platz im Musikleben hatte, bis es infolge der 1929 einsetzenden Weltwirtschaftskrise, die auch das Kulturleben zum größten Teil lahmlegte, aufgelöst werden musste. Er nahm Abstand von der Violine und arbeitete wieder als Kaufmann in der Geschäftsbücherfabrik Hungar.
Wie viele andere Unternehmen, führte die Weltwirtschaftskrise auch die Geschäftsbücherfabrik Hungar in den Konkurs. Hungar kehrte um 1933 zur Musik zurück. Es ergaben sich wieder Verpflichtungen als Geiger und mit dem neugegründeten Quartett vor allem im Rundfunk. Zudem unterrichtete er an der Musikschule für die Jugend und das Volk und später am Musischen Gymnasium. Zum 1. Mai 1933 trat Hungar der NSDAP bei (Mitgliedsnummer 2.429.948).
1937 heiratete Hungar Erika Hungar, eine Pianistin, die er im Musikstudium kennengelernt hatte.
Im Februar 1941 fand ein Konzert statt, bei dem ausschließlich kammermusikalische Werke Hungars aufgeführt wurden. Hierzu hatten sich die Musiker Walter Davisson (Violine), Carl Bartuzat (Flöte), Bohle, Rohden und Fritz Weitzmann (Klavier) zusammengetan und brachten die Flötensonate, die Klaviersonate, die Violinsonate C-Dur Nr. 2 zu Gehör.
In seiner Eigenschaft als Geigenlehrer am Musischen Gymnasium war Hungar „u.k.“ gestellt und vom Kriegsdienst befreit, aber einer Wehrmachtskonzertreise „zur Erhaltung der seelischen Widerstandskraft“ der Soldaten von Mitte November 1942 bis Mitte Februar 1943 konnte er sich nicht entziehen. Sie führte ihn nach Frankreich, die Kanalküste entlang von Bordeaux bis nach Dieppe.
1943 fand unter der Leitung von MD Herwig ein Musikfest in Luxemburg statt, bei dem die fis-Moll-Symphonie mit großem Erfolg uraufgeführt wurde und Hungar die Violinsonate C-Dur Nr. 2 gemeinsam mit seiner Frau vortrug.
Bei einem großen Angriff auf Leipzig verloren Paul Hungar und seine Frau im Dezember 1943 ihre Wohnung, zwei Sätze der Violinsonate C-Dur Nr. 1 verbrannten. Unter Einsatz seines Lebens rettete der Pianist Fritz Weitzmann die Partitur von Hungars a-Moll-Klaviertrio, das er mit seinem Trio hatte uraufführen wollen, aus seiner brennenden Wohnung. Die Violinsonate C-Dur Nr. 2 konnte nicht mehr vom Verlag Erdmann verlegt werden, da dieser ausgebombt worden war. Das Manuskript konnte aber gerettet werden. Die Institute, an denen Hungar unterrichtete, wurden in andere Orte evakuiert, sodass er die meisten Tage der Woche unterwegs war. Sonntags musste er, als ehemaliger Artillerist, Schießübungen für den Volkssturm leisten. An Komponieren war unter diesen Umständen nicht mehr zu denken.
Im Juli 1944 wurde die Heitere Suite für Kammerorchester in Luxemburg uraufgeführt, wieder unter der Leitung von Hans Herwig. Die letzte Aufführung, die Hungar erlebte, war die der Heiteren Suite in Leipzig im November 1944. Das Gewandhausorchester spielte unter Leitung von Paul Schmitz in einem Behelfssaal, da das Gewandhaus inzwischen zerbombt worden war.
Im Januar 1945 entschloss sich Hungar zu einer Blasenoperation, deren Folgen er in der Nacht vom 28. auf den 29. Januar im Luftschutzkeller der Leipziger Klinik erlag. Er wurde auf dem Südfriedhof in Leipzig beigesetzt.

## Kompositionen (Auszug)
- Streichquartett Es-Dur Op. 9 (verlegt bei Kistner und Siegel in Leipzig, Platten bei Bombenangriff 1943 zerstört)
- Violinsonate G-Dur Op. 10 (1925 verlegt bei Kistner und Siegel in Leipzig, Platten bei Bombenangriff 1943 zerstört)
- Violinsonate C-Dur Nr. 1 (uraufgeführt von Walter Davisson)
- Flötensonate fis-Moll (uraufgeführt vom Carl Bartuzat)
- Streichquartett a-Moll (übertragen im MDR vom Dresdener Streichquartett)
- Sechs Variationen für großes Orchester über ein eigenes Thema (übertragen im MDR)
- Symphonische Fantasie für Solovioline und großes Orchester (uraufgeführt im Gewandhaus Leipzig)
- Acht Variationen für Schülerorchester Ein Sommertag
- Klaviersonate D-Dur (1941 uraufgeführt)
- Violinsonate C-Dur Nr. 2 (1941 uraufgeführt)
- Symphonie fis-Moll (1943 auf Musikfest in Luxemburg uraufgeführt)
- Heitere Suite für Kammerorchester (1944 in Luxemburg uraufgeführt)
- diverse Lieder
- Chorwerk über ein Gedicht von Carossa O verlerne die Zeit
- Klaviertrio a-Moll
- Entrata für 2 Violinen und Cello